# LUFS
Loudness, K-weighted, relative to full scale (LKFS) és una unitat de mesura de sonoritat estàndard que s'utilitza per a la normalització d'àudio en sistemes de televisió de difusió i altres serveis de reproducció de vídeo i música.
LKFS està estandarditzat a ITU-R BS.1770. El març de 2011, la Unió Internacional de Telecomunicacions (ITU) va introduir una porta de sonoritat en la segona revisió de la recomanació, ITU-R BS.1770-2. L'agost de 2012, la ITU va publicar la tercera revisió d'aquesta recomanació ITU-R BS.1770-3. L'octubre de 2015, la UIT va publicar la quarta revisió d'aquesta recomanació ITU-R BS.1770-4. El novembre de 2023, la ITU va publicar la cinquena revisió d'aquesta recomanació ITU-R BS.1770-5.
Unitats de sonoritat relatives a l'escala completa (LUFS) és un sinònim de LKFS que es va introduir a l'EBU R 128.
L'EBU ha suggerit que la ITU hauria de canviar la unitat a LUFS, ja que LKFS no compleix les convencions de denominació científica i no s'ajusta a l'estàndard establert a la norma ISO 80000-8. A més, suggereixen que el símbol del nivell de sonoritat, k-ponderat hauria de ser Lk, la qual cosa faria que Lk i LUFS siguin equivalents quan LUFS indiqui el valor de Lk amb referència a l'escala completa digital.
LKFS i LUFS són idèntics perquè tots dos es mesuren en escala absoluta i tots dos iguals a un decibel (dB).
Les unitats de sonoritat (LU) són una unitat addicional utilitzada a l'EBU R128. Descriu Lk sense referència absoluta directa i, per tant, descriu diferències de nivell de sonoritat.